# NUMB (protéine)
Pour les articles homonymes, voir Numb.
Le NUMB est une protéine. Son gène est NUMB situé sur le chromosome 14 humain.

## Rôle
Il s'agit d'un inhibiteur de voie de signalisation Notch et a un rôle de gène suppresseur de tumeurs. Il intervient dans la polarisation des divisions cellulaires, la migration et l'adhésion cellulaire, l'endocytose.
Il inhibe également le signal ERBB2, permettant d'éviter la non-compaction ventriculaire gauche, une anomalie de trabéculation du cœur.
Des études récentes présentent que la protéine Numb, plus précisément protéine Numb-72, possède une fonction importante dans le cerveau. En effet, cette protéine y empêche le dégât de neurone provoqué par la protéine tau, lequel cause notamment la maladie d'Alzheimer,.